# Tali I
Tali I  est une localité du Cameroun située dans la Région du Sud-Ouest et le département de Manyu. Elle est rattachée administrativement à l'arrondissement de Upper Bayang (Tinto Council) et au canton de Tinto.

## Population
En 1953 Tali I et Tali II étaient comptabilisés ensemble. En 1967, on a dénombré 659 habitants à Tali I, des Banyang. À cette date la localité disposait d'une école publique fondée en 1922, d'un centre de santé, d'un surveillant sanitaire, d'une pharmacie, d'un assistant de développement communautaire, d'un surveillant agricole, d'un foyer rural pour les jeunes, d'un marché chaque vendredi. On y produisait de l'huile de palme (WCDA).
Lors du recensement de 2005, on y a dénombré 291 personnes.